# Acer campestre
Acer campestre, também chamado de acer menor, ou acer silvestre, é uma espécie pertencente à família das sapindáceas. Estende-se pela Europa e pelo oeste da Ásia, e em algumas zonas do norte da África.